# Liste des sites mégalithiques de Cumbria
Cette liste non exhaustive recense les principaux sites mégalithiques de Cumbria.

## Cartographie
Localisation des principaux sites mégalithiques de Cumbria
| : Complexes mégalithiques · : Alignements, henges, cromlechs · : Dolmens, menhirs, tumulus, cairns · |

## Liste
| Site                            | Type              | District       | Notes                                                | Coordonnées                 | Image |
| ------------------------------- | ----------------- | -------------- | ---------------------------------------------------- | --------------------------- | ----- |
| Cromlechs de Burnmoor (en)      | Cromlechs         | Copeland       |                                                      | 54° 24′ 33″ N, 3° 16′ 28″ O |       |
| Cromlech de Birkrigg (en)       | Henge             | South Lakeland |                                                      | 54° 09′ 23″ N, 3° 05′ 06″ O |       |
| Castlerigg                      | Cromlech          | Allerdale      |                                                      | 54° 35′ 59″ N, 3° 04′ 12″ O |       |
| Cromlech de Gamelands (en)      | Cromlech          | Eden           |                                                      | 54° 28′ 06″ N, 2° 33′ 22″ O |       |
| Giant's Grave (en)              | Menhirs           | Copeland       | Deux menhirs                                         | 54° 13′ 06″ N, 3° 19′ 35″ O |       |
| Cromlech de Glassonby           | Cromlech          | Eden           |                                                      | 54° 44′ 50″ N, 2° 39′ 54″ O |       |
| Cromlech de Grey Croft (en)     | Cromlech          | Copeland       |                                                      | 54° 24′ 27″ N, 3° 29′ 27″ O |       |
| Cromlech de Gunnerkeld (de)     | Cromlech          | Eden           |                                                      | 54° 33′ 11″ N, 2° 40′ 09″ O |       |
| Cromlech de Kinniside           | Cromlech          | Copeland       |                                                      | 54° 30′ 47″ N, 3° 27′ 10″ O |       |
| Little Meg (en)                 | Cromlech          | Eden           |                                                      | 54° 43′ 50″ N, 2° 39′ 30″ O |       |
| Long Meg and Her Daughters (en) | Henge             | Eden           |                                                      | 54° 43′ 41″ N, 2° 40′ 04″ O |       |
| Mayburgh                        | Henge             | Eden           |                                                      | 54° 38′ 45″ N, 2° 43′ 10″ O |       |
| Cromlech d'Oddendale            | Cromlech          | Eden           |                                                      | 54° 30′ 35″ N, 2° 37′ 54″ O |       |
| Shap Stone Avenue (en)          | Site mégalithique | Eden           | Comprend deux cromlechs, deux avenues et des tumulus | 54° 30′ 47″ N, 2° 40′ 08″ O |       |
| Swinside (en)                   | Henge             | Copeland       |                                                      | 54° 16′ 57″ N, 3° 16′ 26″ O |       |
| Table ronde du roi Arthur       | Henge             | Eden           |                                                      | 54° 38′ 43″ N, 2° 42′ 46″ O |       |